# Caesarea Amphitheatre
Das Caesarea Amphitheatre ist ein Veranstaltungsgelände in Caesarea Maritima, Israel. Es ist das älteste noch existierende römische Theater im östlichen Mittelmeerraum. Das Theater wird während der Sommersaison für Konzerte genutzt und fasst insgesamt 15.000 Besucher. Als erster internationaler Künstler trat Eric Clapton am 15. und 17. Juli 1989 während seiner Journeyman World Tour in dem Gelände auf. Später folgten auch Konzerte von Chris Cornell und der Gruppe Foreigner.